# Бетула-Біч
Бетула-Біч (англ. Betula Beach) — літнє село в Канаді, у провінції Альберта, у складі муніципального району Паркленд.

## Населення
За даними перепису 2016 року, літнє село нараховувало 16 осіб постійного населення, показавши зростання на 60,0%, порівняно з 2011-м роком. Середня густина населення становила 65 осіб/км².

## Клімат
Середня річна температура становить 2,8°C, середня максимальна – 21,4°C, а середня мінімальна – -19,2°C. Середня річна кількість опадів – 525 мм.
| Клімат поселення                              | Клімат поселення | Клімат поселення | Клімат поселення | Клімат поселення | Клімат поселення | Клімат поселення | Клімат поселення | Клімат поселення | Клімат поселення | Клімат поселення | Клімат поселення | Клімат поселення | Клімат поселення |
| Показник                                      | Січ.             | Лют.             | Бер.             | Квіт.            | Трав.            | Черв.            | Лип.             | Серп.            | Вер.             | Жовт.            | Лист.            | Груд.            |                  |
| Середній максимум, °C                         | −7,15            | −3,54            | 1,58             | 9,44             | 15,42            | 19,61            | 21,44            | 21,12            | 16,06            | 10,69            | 1,60             | −4,22            |                  |
| Середня температура, °C                       | −13,14           | −9,55            | −4,43            | 3,42             | 9,41             | 13,60            | 16,00            | 15,68            | 10,62            | 5,24             | −3,84            | −9,65            |                  |
| Середній мінімум, °C                          | −19,15           | −15,55           | −10,43           | −2,58            | 3,40             | 7,58             | 10,56            | 10,24            | 5,19             | −0,19            | −9,26            | −15,08           |                  |
| Норма опадів, мм                              | 27               | 16               | 18               | 29               | 56               | 91               | 101              | 71               | 46               | 28               | 24               | 18               |                  |
| Середньомісячна швидкість вітру, м/с          | 3.12             | 3.40             | 3.32             | 3.50             | 3.40             | 3.10             | 2.82             | 2.70             | 2.90             | 3.20             | 3.10             | 3.10             |                  |
| Середньомісячна сонячна радіація, кДж/м²·день | 3417             | 6773             | 12128            | 17126            | 20447            | 21995            | 22139            | 18559            | 12552            | 7371             | 3652             | 2496             |                  |
| --------------------------------------------- | ---------------- | ---------------- | ---------------- | ---------------- | ---------------- | ---------------- | ---------------- | ---------------- | ---------------- | ---------------- | ---------------- | ---------------- | ---------------- |
| Джерело:                                      |                  |                  |                  |                  |                  |                  |                  |                  |                  |                  |                  |                  |                  |